# I Cuerpo de Ejército (Argentina)
El I Cuerpo de Ejército (Cpo Ej I) fue un cuerpo del Ejército Argentino con asiento en Capital Federal. Fue una gran unidad de batalla dependiente del Comando en Jefe del Ejército.
Fue creado en 1960 por resolución superior, como cuerpo de ejército con asiento en Capital y guarniciones militares en el Gran Buenos Aires y la provincia. Tuvo preponderancia en el terrorismo de Estado en las décadas de 1970 y 1980. Así, era la gran unidad con mayor importancia político-militar en los años '70, con una brigada de infantería mecanizada y una brigada de tanques. Fue disuelto en 1984, aunque sus unidades dependientes quedaron transferidas en otros cuerpos.

## Historia
En 1960 el comando en jefe resolvió una reorganización del ejército, creando cinco cuerpos de ejército y eliminando los tres ejércitos. Fue creado el Primer Cuerpo con comando en los cuarteles de Palermo, Capital Federal. El I cuerpo quedó formado con la 1.ª División de Infantería Motorizada con asiento en Palermo y la 2.ª División de Infantería Motorizada con asiento en La Plata, equipadas con semioruga M3 y M9. En 1964 el mando creó brigadas reemplazando las divisiones. Así, el I cuerpo formaba con la I Brigada de Caballería Blindada con comando en Tandil y la X Brigada de Infantería con comando en Palermo.
En 1966 el gobierno militar gestionó tanques ligeros AMX-13 y artillería móvil blindada de 155 mm como parte del plan Europa. La nueva dotación de la I brigada reemplazó a los viejos tanques M4 Sherman de la Segunda Guerra Mundial, que pasaron a la II brigada de Paraná. La combinación de la brigada de tanques y la brigada de infantería hizo del I cuerpo el más poderoso de la Argentina.
En 1963 fue creada la Compañía Policía Militar 101, con asiento en los cuarteles de Palermo. Era la primera unidad de policía militar del Ejército Argentino.
En 1971 los regimientos de Olavarría y Azul se alzaron contra el presidente de facto, teniente general Alejandro A. Lanusse. Era un movimiento de oficiales de derecha nacionalista. La intentona se vio rápidamente reprimida por la X Brigada con apoyo del Tercer Cuerpo.

### Violencia y represión
La actividad las organizaciones guerrilleras de izquierda crecieron sensiblemente en esta época. Así, el 20 de enero de 1974 una columna del ERP atacó la guarnición militar de Azul, acabando con la vida del jefe del Regimiento 10 de Tiradores Blindados, coronel Camilo Gay; y secuestrando al jefe del Grupo 1 de Artillería Blindada, teniente coronel Ibarzábal (asesinado meses más tarde).

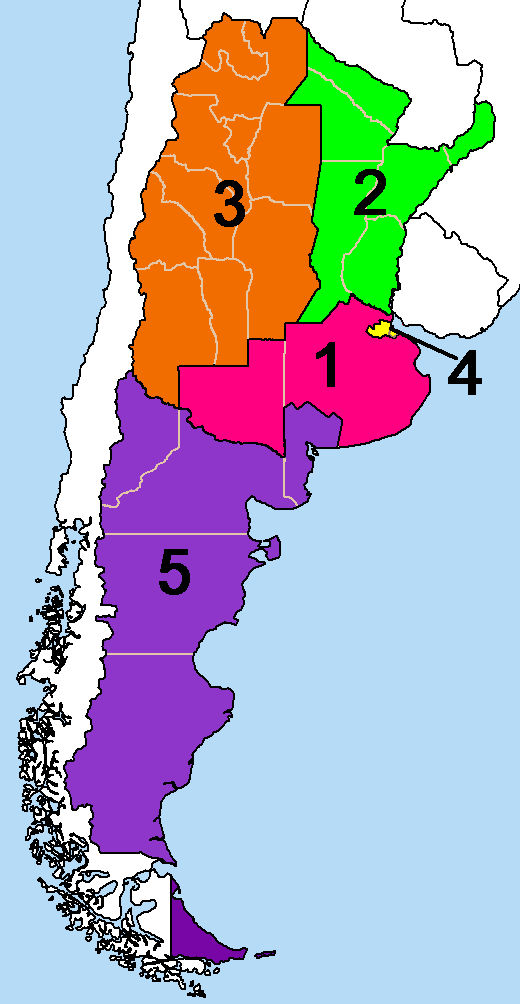
En color rosado se distingue la jurisdicción de la Zona de Defensa I.

Por orden 404/75 de fines de 1975, el Comando General del Ejército dio inicio a la represión militar (terrorismo de Estado) contra los militantes de las organizaciones guerrilleras, políticas y estudiantiles. Era el comandante del I Cuerpo el general de división Carlos Guillermo Suárez Mason, quien asumió la titularidad en diciembre de 1975 tras el retiro del general de brigada Rodolfo Cánepa.
El I Cuerpo con jurisdicción en Capital, provincia de Buenos Aires y La Pampa formaba la Zona 1. En mayo de 1976, la superioridad resolvió modificar las zonas militares con la creación de la Zona 4 a cargo de los Institutos Militares con asiento en Campo de Mayo. Así, por orden 9/77 del 19 de abril de 1977, quedó organizada la estructura represiva entre ambas zonas.
En 1979 se creó el IV Cuerpo de Ejército a cuya responsabilidad se transfirió la provincia de La Pampa.
En 1981 la X Brigada de Infantería, atento a cambios de organización y la introducción del carro TAM, modificó la denominación por X Brigada de Infantería Mecanizada. Poco antes trasladó su comando a las instalaciones militares en La Plata, capital de la provincia de Buenos Aires.

### Guerra de las Malvinas
Cuando estalló la Guerra de las Malvinas, la X Brigada, dependiente del I Cuerpo, fue desplegada en las islas Malvinas al comando del general de brigada Oscar Luis Jofre. La gran unidad de combate desplegó en la isla Soledad, constituyendo la Agrupación Ejército "Puerto Argentino". Era comandante del I Cuerpo el general de división Cristino Nicolaides.
Fue desplegada también una batería de cañones CITER 155 mm del Grupo de Artillería 101 en refuerzo de la artillería argentina formada por cañones de 105 mm. La batería de 155 mm constituyó la cuarta batería del Grupo de Artillería 3. Todos desplegados en la isla Soledad.
En 1984 la superioridad resolvió disolver el I Cuerpo.

## Organización
- Comando de I Cuerpo de Ejército, Cuartel Palermo, Capital Federal.
- X Brigada de Infantería Mecanizada, comando en Palermo[nota 2]
- I Brigada de Caballería Blindada, comando en Tandil

Formaciones:
- Destacamento de Exploración de Caballería Blindado 101 (C15), Toay
- Comando de Artillería 101, Junín
- Grupo de Artillería 101, Junín
- Batería de Adquisición de Blancos para Apoyo de Combate 101, Junín
- Grupo de Artillería de Defensa Aérea 101, Ciudadela
- Batallón de Ingenieros de Combate 101, San Nicolás
- Batallón de Comunicaciones de Comando 101, Capital Federal
- Batallón de Arsenales 101, Villa Martelli
- Destacamento de Inteligencia 101, La Plata
- Destacamento de Inteligencia 102, Tandil
- Destacamento de Inteligencia 103, Junín
- Compañía Policía Militar 101, Palermo